# Jean-Pierre Darras
Jean-Pierre Darras, pseudonimo di Jean-Pierre Emmanuel Victor Ange Dumontet (Parigi, 26 novembre 1927 – Créteil, 5 luglio 1999), è stato un attore e regista francese.

## Biografia
Nato all'VIII arrondissement di Parigi, da una famiglia borghese provenzale originaria di Sorgues, debuttò in teatro al Centre dramatique national de l'Ouest diretto da Hubert Gignoux, e in seguito passò al Théâtre national populaire, dal 1952 al 1960, diretto da Jean Vilar. Al TNP, conobbe Philippe Noiret, con il quale formò un sodalizio artistico di cabaret che ebbe successo tra il 1958 e il 1963, grazie soprattutto allo sketch Louis XIV et Racine.
Affermatosi come attore teatrale, a partire dal 1955 fu attivo nella televisione, e dal 1961 nel cinema. Come attore cinematografico, Darras recitò prevalentemente in ruoli secondari in una cinquantina di film, di cui si ricordano in particolare Una vedova tutta d'oro (1969), Il vitalizio (1972), Il rompiballe (1973), Attenti agli occhi attenti al... (1976) e Per la pelle di un poliziotto (1981). Nel 1983, diresse il suo unico film da regista dal titolo Le braconnier de Dieu, che ebbe come principali interpreti gli attori Pierre Mondy, Jean Lefebvre e Annie Cordy.
Più prolifica fu la sua attività nel teatro, dove fu interprete, regista e soggettista in oltre un centinaio di pièce. Appassionato delle opere di Molière, tra le sue rappresentazioni teatrali più frequenti vi furono quelle de Il medico per forza e Il borghese gentiluomo. Il suo lungo repertorio nel teatro di boulevard, annovera testi come Boeing Boeing di Marc Camoletti, L'Arnacoeur di Pierrette Bruno, Désiré di Sacha Guitry e Topaze di Marcel Pagnol.
Nel 1977, fondò l'Artistes Français Associés, che diresse fino alla morte, avvenuta nel 1999 a causa di un tumore al pancreas, all'età di 71 anni. Dal 1993, Darras era stato anche direttore dell'Estivales de Carpentras.  

### Vita privata
Darras fu sposato tre volte, due delle quali con le attrici Christiane Minazzoli e Corinne Lahaye.

## Filmografia parziale

### Cinema
- Quello che spara per primo (Un nommé La Rocca), regia di Jean Becker (1961)
- Intrigo a Parigi (Monsieur), regia di Jean-Paul Le Chanois  (1964)
- Joe mitra (Lucky Joe), regia di Michel Deville  (1964)
- L'amante infedele (La seconde vérité), regia di Christian-Jaque (1966)
- Layton... bambole e karatè (Carré de dames pour un as), regia di Jacques Poitrenaud (1966)
- Un gettone per il patibolo (Safari diamants), regia di Michel Drach (1966)
- Nemici... per la pelle (Le tatoué), regia di Denys de La Patellière (1968)
- Una vedova tutta d'oro (Une veuve en or), regia di Michel Audiard (1969)
- Lei non fuma, lei non beve, ma... (Elle boit pas, elle fume pas, elle drague pas, mais... elle cause!), regia di Michel Audiard (1970)
- Questo pazzo, pazzo maresciallo scassamazzo (Et qu'ça saute!), regia di Guy Lefranc (1970)
- Il vitalizio (La viager), regia di Pierre Tchernia (1972)
- La tardona (La vieille fille), regia di Jean-Pierre Blanc (1972)
- Il rompiballe (L'emmerdeur), regia di Édouard Molinaro (1973)
- La pendolare (Elle court, elle court la banlieue), regia di Gérard Pirès (1973)
- Con mia moglie è tutta un'altra cosa (Dis-moi que tu m'aimes), regia di Michel Boisrond (1974)
- La paura dietro la porta (Au-delà de la peur), regia di Yannick Andréi (1975)
- Attenti agli occhi attenti al... (Attention les yeux !), regia di Gérard Pirès (1976)
- La svignata (La carapate), regia di Gérard Oury (1978)
- Tre uomini da abbattere (3 hommes à abattre), regia di Jacques Deray (1980)
- Per la pelle di un poliziotto (Pour la peau d'un flic), regia di Alain Delon (1981)

### Televisione
- Malican padre e figlio (Malican père et fils, 1967)
- I gialli insoliti di William Irish (Histoires insolites, 1974-1979)

## Doppiaggio
Film d'animazione
- Asterix contro Cesare (Astérix et la surprise de César), regia di Gaëtan Brizzi e Paul Brizzi (1985)

Serie animate
- Re Babar (Babar, 1989-1991)